# Bryce Dallas Howard
Bryce Dallas Howard (Los Angeles, 2 marzo 1981) è un'attrice statunitense.

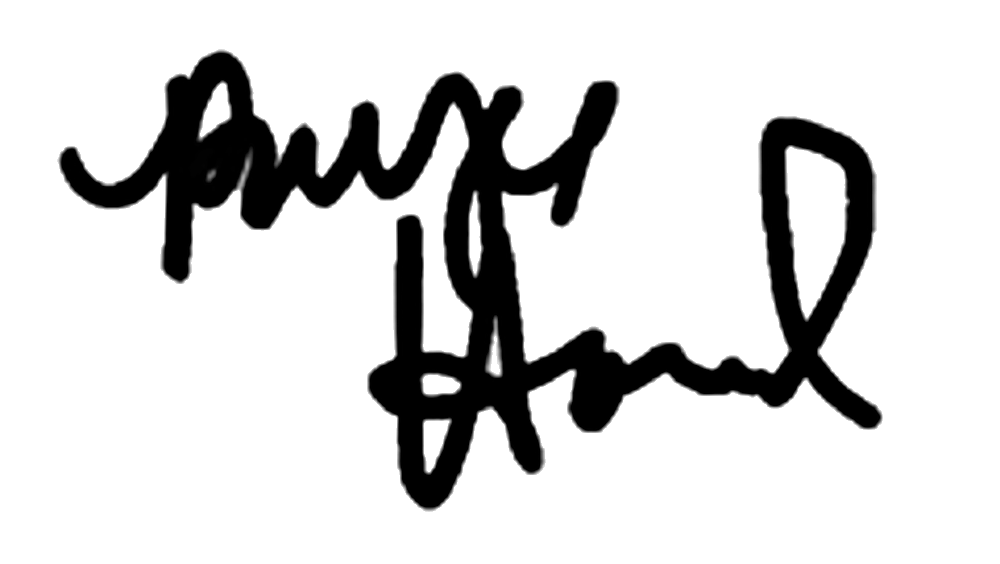
Firma di Bryce Dallas Howard

Figlia del regista Ron Howard, ha avuto il primo ruolo di spessore grazie al regista M. Night Shyamalan, che l'ha scelta per il thriller psicologico The Village (2004) e per il ruolo da protagonista del film thriller-fantasy Lady in the Water (2006). La sua interpretazione in As You Like It - Come vi piace (2006) di Kenneth Branagh le è valsa una nomination ai Golden Globe 2007. In seguito è apparsa in altri ruoli da protagonista in film di successo come Spider-Man 3 (2007) di Sam Raimi, dove interpretava Gwen Stacy, nel film d'azione-fantascienza Terminator Salvation (2009) e nel film fantasy The Twilight Saga: Eclipse (2010). I primi tre film di Jurassic World (2015-2022), dove interpreta il ruolo di Claire Dearing, ad oggi rappresentano i suoi maggiori successi finanziari e l'hanno portata alla ribalta. Nel 2019 ha avuto un ruolo di supporto nel biopic su Elton John, Rocketman.

## Biografia
Figlia dell'attore e regista Ron Howard e dell'attrice Cheryl Alley, nonché nipote di Clint Howard, il suo secondo nome Dallas è un omaggio dei genitori alla città in cui è stata concepita. Ha due sorelle, le gemelle Jocelyn e Paige, quest'ultima attrice, e un fratello, Reed. Bryce ha frequentato la Tisch School of the Arts all'Università di New York e il conservatorio Stella Adler. La sua carriera nel mondo del cinema inizia proprio in alcune pellicole del padre con alcune brevi apparizioni in Apollo 13 e Il Grinch, per poi dedicarsi al teatro e interpretare un ruolo di spicco nella commedia shakespeariana Come vi piace.
Il suo primo ruolo da protagonista lo ottiene nel film Adolescenza inquieta (2004). In seguito ottiene un grande successo internazionale come protagonista di The Village di M. Night Shyamalan, sempre nel 2004. Successivamente lavora in Manderlay (2005) di Lars von Trier, per tornare davanti alla macchina da presa di Shyamalan nel 2006 per Lady in the Water. Nello stesso anno interpreta As You Like It - Come vi piace, adattamento dell'omonima commedia shakespeariana, diretto da Kenneth Branagh.
Nel 2007 interpreta la parte di Gwen Stacy in Spider-Man 3 di Sam Raimi. L'attrice sostituisce Rachelle Lefèvre, che non è potuta tornare a recitare nel ruolo di Victoria, nel terzo capitolo della saga di Twilight intitolato The Twilight Saga: Eclipse, film diretto da David Slade, per la sovrapposizione di impegni già presi (La versione di Barney). Nel 2011 ottiene ruoli nei film 50 e 50 con Joseph Gordon-Levitt e in The Help con Emma Stone, Viola Davis, Sissy Spacek, Jessica Chastain e Octavia Spencer.
Nel 2015 è protagonista di Jurassic World, quarto capitolo della saga Jurassic Park, dove interpreta Claire Dearing, manager del Jurassic World. Nonostante i pareri discordanti della critica, oscillanti tra recensioni positive e altre negative, la pellicola fu un successo economico al botteghino, incassando 1 670 400 637 di dollari a livello mondiale. L'anno successivo prende parte al film Gold - La grande truffa al fianco di Matthew McConaughey. Nel 2018 torna a vestire i panni di Claire Dearing in Jurassic World - Il regno distrutto, quinto capitolo cinematografico del franchise di Jurassic Park e sequel di Jurassic World. Nel 2019 dirige un episodio della popolare serie TV The Mandalorian trasmessa dalla piattaforma streaming Disney+.
Nel febbraio 2020 sono iniziate le riprese di Jurassic World - Il dominio (di Colin Trevorrow), sesto capitolo della saga, in cui l'attrice riprende nuovamente il ruolo di Claire Dearing. Oltre a Chris Pratt, Isabella Sermon e Omar Sy, recitano al fianco di alcuni degli attori protagonisti dei film precedenti della saga, quali Sam Neill, Jeff Goldblum, Laura Dern e BD Wong. Circa un mese dopo, le riprese sono però state interrotte fino a data da destinarsi a causa della pandemia di COVID-19.

## Vita privata
Nel giugno del 2006 ha sposato l'attore Seth Gabel; la coppia ha avuto due figli, Theodore Norman Howard-Gabel, nato nel febbraio 2007, e Beatrice Jean Howard-Gabel, nata il 19 gennaio 2012.

## Filmografia

### Attrice

#### Cinema
- Parenti, amici e tanti guai (Parenthood), regia di Ron Howard (1989)
- Apollo 13, regia di Ron Howard (1995)
- Il Grinch (How the Grinch Stole Christmas), regia di Ron Howard (2000)
- A Beautiful Mind, regia di Ron Howard (2001)
- Adolescenza inquieta (Book of Love), regia di Alan Brown (2004)
- The Village, regia di M. Night Shyamalan (2004)
- Manderlay, regia di Lars von Trier (2005)
- Lady in the Water, regia di M. Night Shyamalan (2006)
- As You Like It - Come vi piace (As You Like It), regia di Kenneth Branagh (2006)
- Spider-Man 3, regia di Sam Raimi (2007) – Gwen Stacy
- Good Dick, regia di Marianna Palka (2008)
- L'amore impossibile di Fisher Willow (The Loss of a Teardrop Diamond), regia di Jodie Markell (2008)
- Terminator Salvation, regia di McG (2009)
- The Twilight Saga: Eclipse, regia di David Slade (2010)
- Hereafter, regia di Clint Eastwood (2010)
- 50 e 50 (50/50), regia di Jonathan Levine (2011)
- The Help, regia di Tate Taylor (2011)
- Jurassic World, regia di Colin Trevorrow (2015) – Claire Dearing
- Il drago invisibile (Pete's Dragon), regia di David Lowery (2016)
- Gold - La grande truffa (Gold), regia di Stephen Gaghan (2016)
- Jurassic World - Il regno distrutto (Jurassic World: Fallen Kingdom), regia di Juan Antonio Bayona (2018) – Claire Dearing
- Rocketman, regia di Dexter Fletcher (2019)
- Jurassic World - Il dominio (Jurassic World: Dominion), regia di Colin Trevorrow (2022) – Claire Dearing
- Argylle - La super spia (Argylle), regia di Matthew Vaughn (2024)
- Deep Cover - Attori sotto copertura (Deep Cover), regia di Tom Kingsley (2025)

#### Televisione
- Black Mirror – serie TV, episodio 3x01 (2016)
- Arrested Development - Ti presento i miei (Arrested Development) – serie TV, episodio 5x06 (2018)

### Regista

#### Cinema
- Orchids (2006) — cortometraggio
- Solemates (2015) — cortometraggio
- Dads (2019) — documentario

#### Televisione
- Lucy, episodio del film TV Call Me Crazy: A Five Film (2013)
- The Mandalorian – serie TV, episodi 1x04, 2x03, 3x06 (2019-2023)
- The Book of Boba Fett – serie TV, episodio 1x05 (2022)
- Star Wars: Skeleton Crew – serie TV, episodio 1x06 (2024)

### Produttrice
- L'amore che resta (Restless), regia di Gus Van Sant (2011)

### Doppiatrice

#### Cinema
- Un viaggio a quattro zampe (A Dog's Way Home), regia di Charles Martin Smith (2019)

#### Televisione
- I Griffin – serie animata, episodio 7x14 (2009)
- Star Wars: Tales of the Jedi – serie animata, episodio 1x04 (2022)

#### Videogiochi
- LEGO Jurassic World (2015)
- LEGO Dimensions (2015)
- Jurassic World Evolution (2018)
- Maquette (2021)
- Jurassic World Evolution 2 (2021)

## Riconoscimenti
- Golden Globe
  - 2007 – Candidatura alla miglior attrice in una miniserie o film TV per As You Like It - Come vi piace[1]
- Hasty Pudding Theatricals
  - 2019 – Donna dell'anno[16]
- Razzie Awards:
  - 2022 - Candidatura per la peggior attrice per Jurassic World - Il dominio
  - 2024 - Candidatura per la peggior attrice per Argylle - La super spia
- Teen Choice Award
  - 2015 – Candidatura alla miglior crisi isterica per Jurassic World[17]
  - 2015 – Candidatura alla miglior attrice dell'estate per Jurassic World
  - 2018 – Premio alla Miglior attrice in un film dell'estate per Jurassic World - Il regno distrutto

## Doppiatrici italiane
Nelle versioni in italiano delle opere in cui ha recitato, Bryce Dallas Howard è stata doppiata da:
- Federica De Bortoli in Lady in the Water, L'amore impossibile di Fisher Willow, Terminator Salvation, Jurassic World, Jurassic World - Il regno distrutto, Rocketman, Jurassic World - Il dominio, Argylle - La super spia
- Chiara Colizzi in The Village, Manderlay, As You Like It - Come vi piace, The Help, Il drago invisibile, Black Mirror
- Daniela Calò in Spider-Man 3
- Claudia Catani in The Twilight Saga: Eclipse
- Perla Liberatori in Hereafter
- Valentina Mari in 50 e 50
- Stella Musy in Gold - La grande truffa
- Myriam Catania in Deep Cover - Attori sotto copertura

Da doppiatrice è sostituita da:
- Federica De Bortoli in Lego Jurassic World, Jurassic World Evolution, Jurassic World Evolution 2
- Chiara Colizzi ne I Griffin
- Daniela Calò in Star Wars: Tales of the Jedi
- Alessia Navarro in Un viaggio a quattro zampe